# Конвой HX 112
Конвой HX 112 (англ. Convoy HX 112) — 112-й атлантичний конвой серії HX транспортних і допоміжних суден у кількості 41 одиниці, який у супроводженні союзних кораблів ескорту прямував від канадського Галіфаксу до британського порту Ліверпуль. Конвой вийшов 1 березня 1941 року з Галіфаксу та прибув до Ліверпуля 20 березня 1941.

## Історія конвою
1 березня 1941 року конвой HX 112 вийшов з Галіфаксу, вирушивши до Ліверпуля з військовими матеріалами. Чимало кораблів HX 112 були танкерами, що перевозили паливо до Великої Британії.
Супровід транспортним суднам, яких налічувало 46 одиниць, забезпечувала 5-та ескортна група, яка складалася з двох британських есмінців «Волкер» і «Венок» та двох корветів. На «Волкері» був командир конвою Дональд Макінтайр. З наближенням до Західних підходів транспортний конвой був підсилений ще двома есмінцями, зважаючи на важливість вантажу.
15 березня 1941 року HX 112 був помічений U-110 під командуванням Фріца-Юліуса Лемпа, який надіслав радіограму про виявлення ворожого конвою та почав стежити за конвоєм. Протягом цього дня до нього приєднувалися чотири інші човни: U-99 (Отто Кречмер), U-100 (Йоахім Шепке), U-37 (Ніколай Клаузен) та U-74 (Айтель-Фрідріх Кентрат).
У ніч з 15 на 16 числа почалася атака німецьких субмарин на британський конвой. U-110 зміг торпедувати танкер, який спалахнув, але вцілів, щоб дістатися до порту; усі інші напади тієї ночі були відбиті завдяки чіткій протидії кораблів ескорту.
У ніч U-99 вдалося проникнути в колону з півночі і менш ніж за годину торпедною атакою затопити три танкери та вантажне судно, а також пошкодити ще один танкер. Знаходячись всередині центральної колони конвою підводний човен Отто Кречмера затопив ще одне вантажне судно через 15 хвилин, перш ніж втекти з поля битви.
Тим часом супроводжуючі кораблі ескорту, що шукали підводні човни поза периметром конвою, виявили U-100. У цей момент човен намагався зануритися, але «Волкер» атакував його глибинним бомбами і коли U-100 з'явився на поверхню, «Венок» побачив його та протаранив німецьку субмарину, внаслідок чого U-100 затонув разом з більшістю його екіпажу та командиром капітан-лейтенантом Йоахімом Шепке.
U-99 намагався втекти у метушні, що утворилася, але був виявлений «Волкером» і відразу атакований глибинними бомбами. U-99 був потоплений, але Кречмер і більшість його екіпажу були врятовані, потрапивши в полон.
Подальших нападів на конвой HX 112 не було, і 20 березня він прибув до Ліверпуля без подій.

## Кораблі та судна конвою HX 112[1]

### Транспортні судна
Позначення
| Назва                    | Прапор              | Тоннаж (GRT) | Прим.                                                                    |
| ------------------------ | ------------------- | ------------ | ------------------------------------------------------------------------ |
| Ahamo (1926)             | Велика Британія     | 8 621        |                                                                          |
| Auris (1935)             | Велика Британія     | 8 030        |                                                                          |
| Beduin (1936)            | Норвегія            | 8 136        | 16 березня серйозно пошкоджений торпедами U-99; добитий кораблями конвою |
| Bic Island (1917)        | Велика Британія     | 4 000        |                                                                          |
| Black Condor (1921)      | Велика Британія     | 5 358        |                                                                          |
| Bonde (1936)             | Норвегія            | 1 570        | повернулося                                                              |
| British Commodore (1923) | Велика Британія     | 6 865        | 20 березня прибуло після зіткнення біля Ліверпуля                        |
| British Sincerity (1939) | Велика Британія     | 8 538        | перейшло від конвою BHX 112                                              |
| Chaucer (1929)           | Велика Британія     | 5 792        |                                                                          |
| Cistula (1939)           | Нідерланди          | 8 097        | перейшло від конвою BHX 112; 10 березня відстало від конвою              |
| City Of Oxford (1926)    | Велика Британія     | 2 759        |                                                                          |
| Dalcross (1930)          | Велика Британія     | 4 557        |                                                                          |
| Diloma (1939)            | Велика Британія     | 8 146        | перейшло від конвою BHX 112                                              |
| Elona (1936)             | Велика Британія     | 6 192        | перейшло від конвою BHX 112                                              |
| Erodona (1937)           | Велика Британія     | 6 207        | 16 березня серйозно пошкоджений торпедами U-110                          |
| Everleigh (1930)         | Велика Британія     | 5 222        |                                                                          |
| Ferm (1933)              | Норвегія            | 8 136        | 16 березня серйозно пошкоджений торпедами U-99; добитий кораблями конвою |
| Franche-Comté (1936)     | Велика Британія     | 9 314        | 16 березня пошкоджений торпедами U-99; перетворений на судно-склад       |
| Gloucester City (1919)   | Велика Британія     | 3 071        | 10 березня відстав від конвою                                            |
| Ixion (1912)             | Велика Британія     | 10 263       | перейшло від конвою BHX 112; 10 березня відстало від конвою              |
| J B White (1919)         | Канада              | 7 375        | 16 березня потоплено U-99                                                |
| Katendrecht (1925)       | Нідерланди          | 5 099        | перейшло від конвою BHX 112                                              |
| J B White (1920)         | Швеція              | 6 673        | 16 березня потоплений U-99                                               |
| Lancaster Castle (1937)  | Велика Британія     | 5 172        |                                                                          |
| Lima (1918)              | Швеція              | 3 762        |                                                                          |
| Margarita Chandri (1920) | Грецьке королівство | 5 401        | 10 березня відстало від конвою                                           |
| Mosli (1935)             | Норвегія            | 8 291        |                                                                          |
| Mount Kassion (1918)     | Грецьке королівство | 7 914        |                                                                          |
| Norefjord (1920)         | Норвегія            | 3 082        |                                                                          |
| Ocana (1920)             | Нідерланди          | 6 256        | перейшло від конвою BHX 112                                              |
| Oilreliance (1929)       | Велика Британія     | 5 666        | перейшло від конвою BHX 112                                              |
| Reynolds (1927)          | Велика Британія     | 5 113        |                                                                          |
| Robert F Hand (1933)     | Велика Британія     | 12 197       | перейшло від конвою BHX 112; 10 березня відстало від конвою              |
| San Cipriano (1937)      | Велика Британія     | 7 966        | перейшло від конвою BHX 112                                              |
| Silvercedar (1924)       | Велика Британія     | 4 354        |                                                                          |
| Stad Haarlem (1929)      | Нідерланди          | 4 518        |                                                                          |
| Tortuguero (1921)        | Велика Британія     | 5 285        |                                                                          |
| Traveller (1922)         | Велика Британія     | 3 963        | перейшло від конвою BHX 112; 10 березня відстало від конвою              |
| Trekieve (1919)          | Велика Британія     | 5 244        |                                                                          |
| Venetia (1927)           | Велика Британія     | 5 728        | 16 березня потоплений U-99                                               |
| Westland (1931)          | Нідерланди          | 5 888        | 10 березня відстало від конвою, повернулося в Нью-Йорк                   |
| Winamac (1926)           | Велика Британія     | 8 621        | перейшло від конвою BHX 112; 10 березня відстало від конвою              |

### Кораблі ескорту
| Назва        | Прапор                                  | Тип корабля                                              | Прим.         |
| ------------ | --------------------------------------- | -------------------------------------------------------- | ------------- |
| «Біттерсвіт» | Військово-морські сили Канади           | корвет типу «Флавер»                                     | 10 березня    |
| «Блюбелл»    | Військово-морські сили Великої Британії | корвет типу «Флавер»                                     | 15-18 березня |
| «Феннел»     | Військово-морські сили Канади           | корвет типу «Флавер»                                     | 10 березня    |
| «Норфолк»    | Військово-морські сили Великої Британії | важкий крейсер типу «Каунті»                             | 5-14 березня  |
| «Ранпура»    | Військово-морські сили Великої Британії | допоміжний крейсер                                       | 10-14 березня |
| «Сардонікс»  | Військово-морські сили Великої Британії | ескадрений міноносець типу «S»                           | 15-19 березня |
| «Сімітер»    | Військово-морські сили Великої Британії | есмінець типу «S»                                        | 15-19 березня |
| HMS Syringa  | Військово-морські сили Великої Британії | тральщик                                                 | 15-18 березня |
| «Венок»      | Військово-морські сили Великої Британії | есмінець типу «V»                                        | 15-20 березня |
| «Віцерой»    | Військово-морські сили Великої Британії | есмінець типу «W»                                        | 15 березня    |
| «Волонтір»   | Військово-морські сили Великої Британії | ескадрений міноносець «Модифікований Адміралті» типу «W» | 16-20 березня |
| «Волкер»     | Військово-морські сили Великої Британії | ескадрений міноносець «Адміралті» типу «W»               | 15-19 березня |

## Підводні човни, що брали участь в атаці на конвой
| Назва | Тип        | Командир                                 | Дата атаки на конвой | Прим. |
| ----- | ---------- | ---------------------------------------- | -------------------- | --- |
| U-37  | типу IX A  | капітан-лейтенант Ніколай Клаузен        | —                    | |
| U-74  | типу VII B | капітан-лейтенант Айтель-Фрідріх Кентрат |                      | |
| U-99  | типу VII B | капітан-лейтенант Отто Кречмер           | 16 березня           | потопив 5 суден Beduin, J.B. White, Korshamn, Venetia і Ferm та пошкодив одне Franche Comte. 17 березня 1941 року затоплений екіпажем поблизу Ісландії в результаті атаки глибинними бомбами британських есмінців «Волкер» і «Венок». 3 члени екіпажу загинули, 40, разом з командиром ПЧ корветтен-капітаном О. Кречмером, були врятовані, взяті у полон та до кінця війни провели у таборі для військовополонених у Канаді |
| U-100 | типу VII B | капітан-лейтенант Йоахім Шепке           |                      | 17 березня 1941 року під час атаки конвою HX 1112 був атакований глибинними бомбами британських есмінців «Венок» і «Волкер», вимушено сплив і був протаранений «Веноком», унаслідок чого затонув |
| U-110 | типу IX B  | капітан-лейтенант Фріц-Юліус Лемп        | 16 березня           | пошкодив одне судно Erodona |